# Шарл де Костер
Шарл-Теодор-Анри де Костер (на френски: Charles-Theodore-Henri De Coster) е белгийски френскоезичен писател.
Роден е на 20 август 1827 година в Мюнхен в семейството на фламандец и валонка. Завършва Брюкселския свободен университет, след което е журналист, работи в белгийските държавни архиви и във военното училище в Брюксел. Започва литературната си дейност още в студентските си години, постига известност със сборника „Фламандски легенди“ („Légendes flamandes“, 1857), а през 1867 година излиза най-значимото му произведение, „Тил Уленшпигел“ („La Légende et les Aventures héroïques, joyeuses et glorieuses d'Ulenspiegel et de Lamme Goedzak au pays de Flandres et ailleurs“).
Шарл де Костер умира на 7 май 1879 година в Иксел.